# Tadeusz Bodalski
Tadeusz Bodalski (ur. 24 grudnia 1905 w Nieledwi, zm. 16 czerwca 1972) – polski farmaceuta i wykładowca akademicki. Ojciec profesorów chemika Ryszarda Bodalskiego i lekarza pediatry, diabetologa Jerzego Bodalskiego.

## Życiorys
Pracę naukowo-dydaktyczną rozpoczął w 1930 r. u prof. Jana Muszyńskiego w Zakładzie Farmakognozji Uniwersytetu Stefana Batorego w Wilnie i był tam asystentem i adiunktem do 1934 r. W latach 1934–1939 pełnił funkcję kierownika Wytwórni Leków i Laboratorium Analitycznego Ubezpieczalni Społecznej w Łodzi. Doktoryzował się w 1938 r. Od 1947 r. był adiunktem w Zakładzie Farmakognozji Uniwersytetu Łódzkiego i w 1948 uzyskał habilitację, zaś w 1950 został mianowany profesorem.
Następnie został organizatorem i kierownikiem (1950–1972) Zakładu Farmakognozji Akademii Medycznej we Wrocławiu. W międzyczasie był także kierownikiem Pracowni Chemii Toksykologicznej i Sądowej oraz Zakładu Nauki o Środkach Spożywczych tej uczelni, a od 1968 do 1970 r. kierownikiem Katedry Farmakognozji i Botaniki Farmaceutycznej. Ponadto sprawował funkcję dziekana Wydziału Farmaceutycznego Akademii Medycznej we Wrocławiu w latach 1950–1952, 1952–1954 i 1958–1960, a od 1962 do 1964 był prezesem wrocławskiego oddziału Polskiego Towarzystwa Farmaceutycznego.

## Odznaczenia[4]
- Krzyż Oficerski Orderu Odrodzenia Polski
- Złoty Krzyż Zasługi 1948
- Odznaka 1000-lecia Państwa Polskiego
- Medal 10-lecia Polski Ludowej

Pochowany na cmentarzu św. Wawrzyńca we Wrocławiu.

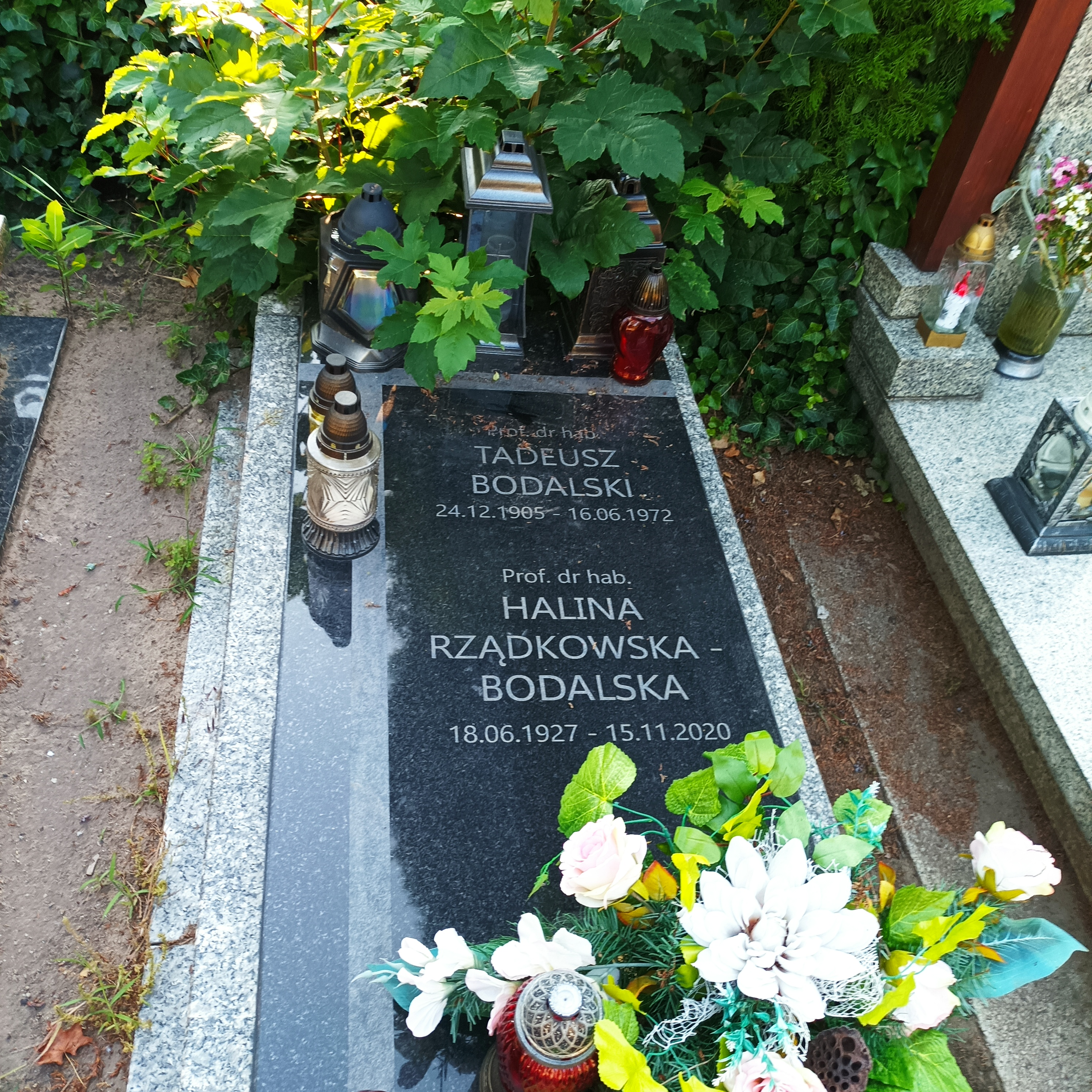
Grób prof. Tadeusza Bodalskiego i prof. Haliny Rządkowskiej na Cmentarzu św. Wawrzyńca we Wrocławiu